# Eik Dödtmann
Eik Dödtmann, (Dresden, Alemanha, 1975) é judaísta, estudioso de cinema, professor universitário e jornalista. Ele pesquisa e escreve sobre a história, sociedade, língua e cultura de Israel.  
Depois de estudar Estudos Judaicos, Estudos de Cinema e Mídia e História Moderna em Potsdam, Tel Aviv, Berlim e Dresden, fez seu doutorado em 2020 na Universidade de Potsdam sobre o ultraortodoxismo judaico em Israel. De 2005 a 2014 foi editor e correspondente em Israel para o  jornal Jüdische Zeitung. Como documentarista, ele retratou os judeus polacos em Israel que emigraram da Polónia para Israel como resultado da campanha anti-semita de 1968. Desde 2020, Dödtmann trabalha no projeto "What is Jewish Film?" na Film University Babelsberg para construir uma coleção de filmes europeus e judeus-israelitas, e pesquisa a representação de judeus ortodoxos no cinema.